# Xã Midway, Quận Hot Spring, Arkansas
Xã Midway (tiếng Anh: Midway Township) là một xã thuộc quận Hot Spring, tiểu bang Arkansas, Hoa Kỳ. Năm 2010, dân số của xã này là 914 người.